# Islam en Côte d'Ivoire

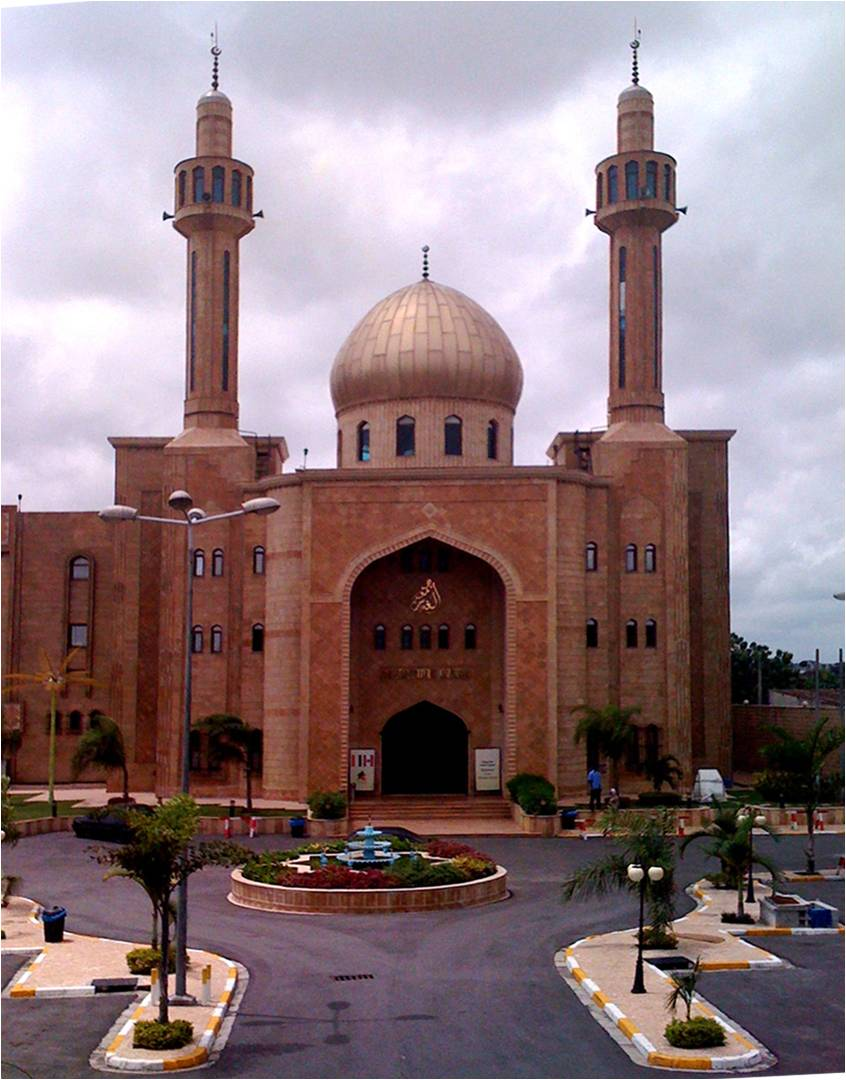
Grande mosquée chiite de Marcory

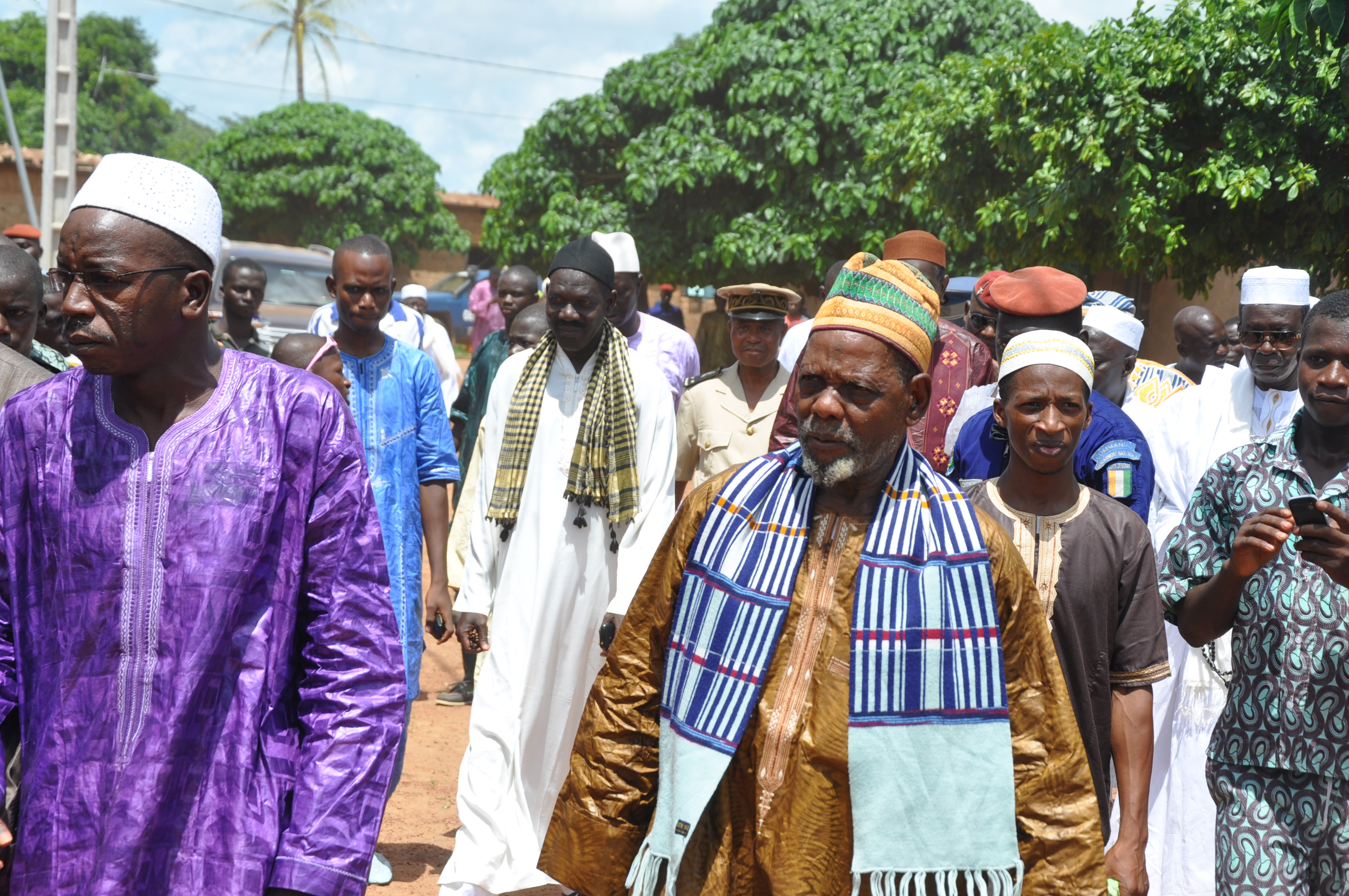
Chefs religieux dans le nord du pays

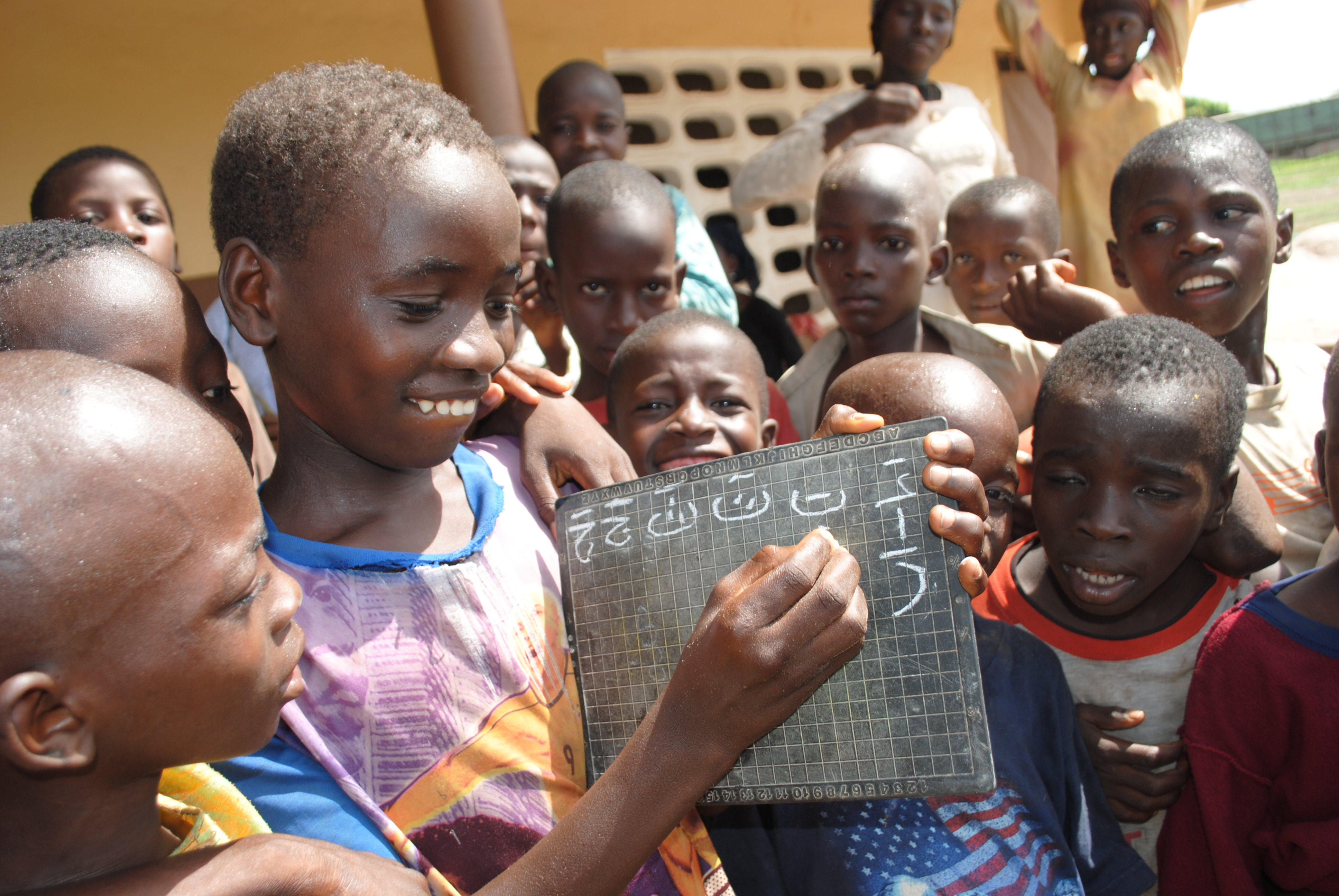
Enfants d'une médersa à Odienne

« COSIM » redirige ici. Pour l’article homophone, voir COSSIM.
En Côte d'Ivoire, l'islam représente 42,9 % de la population d'après le recensement de 2014. La plupart des musulmans de Côte d'Ivoire sont sunnite de rite malékite. Le soufisme a aussi une place importante. Les quatre grandes confréries sont présentes. Les plus populaires sont la Qadiriyya et la Tijaniyya.
L'immigration massive de musulmans en provenance du Mali et du Burkina Faso a augmenté significativement le nombre de musulmans en Côte d'Ivoire et, depuis l'indépendance, la communauté musulmane est passée du statut de minorité à celle de quasi-majorité.
La Côte d'Ivoire est un pays membre de l'Organisation de la coopération islamique.

## Histoire

### Avant l'indépendance
L'islam arrive en Côte d'Ivoire au XIIIe siècle avec les Dioulas, un groupe de commerçants itinérants malinké.
Jusqu'au début du XXe siècle, les Dioulas constituaient la principale communauté musulmane du pays, et n'avait guère cherché à convertir autour d'elle les non-musulmans. En effet, elle était attachée à garder le monopole, au sein des sociétés animistes dans laquelle elle vivait, de son statut spécial qui lui conférait le privilège du commerce de longue distance et même de la confection d’amulettes.
C'est pourquoi les Dioula ont embrassé la tradition islamique d'Al-Hadj Salim Souare, dominante dans l’ère ouest-africaine mandé, qui reconnaissait précisément le pluralisme religieux et légitimait l’accommodation musulmane aux sociétés et aux États infidèles.

### Depuis l'indépendance
Entre 1960 et 2000, le pays a connu la progression la plus rapide de l’islam sur le continent africain. En conséquence, la population musulmane ivoirienne est passée d’un statut de minorité à celui de quasi-majorité, de 14 à 20 % de la population en 1960 contre 43 % officiellement en 1993.
La partie méridionale du pays, et singulièrement Abidjan, a été le principal théâtre de ce processus d'islamisation. De façon originale, l'islam a évolué aux côtés du christianisme dans la capitale ivoirienne.
Dans les années 1990, dans un contexte de retour à la démocratie après trente ans de pouvoir autocratique et d'une politique d'évangélisation chrétienne agressive des églises évangéliques, les élites musulmanes d'Abidjan décident de s'organiser pour faire sortir l'islam de sa position de religion de second rang, voire considérée comme arriérée et rétrograde par une partie de la population ivoirienne, et s'engager en faveur du prosélytisme (da'wa).
La fédération du Conseil national islamique (CNI), est ainsi créée en 1993.
Parallèlement, la Ligue islamique des prédicateurs de Côte d’Ivoire (LIPCI) est créée, en juillet 1991, à Abidjan, par un groupe d’étudiants diplômés d’universités arabes (surtout saoudiennes), qui se trouvaient au chômage à leur retour au pays. Elle est ensuite l’une des principales associations fondatrices du CNI en 1993, placé sous l’autorité morale d’un Conseil supérieur des imams (COSIM).
Comme le christianisme a profondément marqué la culture ivoirienne, lorsque l'islam s'est modernisé à Abidjan, le christianisme a eu une influence sur la nouvelle culture religieuse musulmane. Il en est advenu une attitude réformiste tolérante envers le pluralisme de l'islam local.
Par ailleurs, une radio associative musulmane existe depuis 2001 : Al Bayane. Elle émet en français, en arabe et dans les langues locales, avec comme programme l'éducation, la formation et l'information.
Le Conseil des imams sunnites (CODIS) devenu Conseil Suprême des Imams, Organisations et Structures Sunnites (CODISS) créé en 1975 fonctionne indépendamment du Conseil supérieur des imams (COSIM), prônant une pratique orthodoxe et fidèle à la période de premiers siècles de l'Islam.
Outre le CNI et le COSIM, existent le CODISS, l'AEEMCI, l'AJMCI, la CEEMUCI, la JEMCI et la CFEMSCI.

#### Le chiisme et la communauté libanaise
La diaspora libanaise en Côte d'Ivoire, la plus importante d'Afrique, est chiite à 90 %.
Une grande mosquée a été construite à Marcory, un des quartiers de prédilection de la communauté libanaise à Abidjan, que jouxte la clinique Al Ghadir. Cette grande mosquée est située au cœur du centre culturel islamique Al Zahraa, un bâtiment de 6 000 m² qui, outre le lieu de culte, abrite une salle de spectacle de 2 500 places, une bibliothèque, une salle d’informatique et plusieurs salles de réunions.

## Dans la fiction

### Littérature
Le roman Les soleils des Indépendances (1968) de l'écrivain ivoirien Ahmadou Kourouma prend place dans la république de la Côte des Ébènes, allégorie de la Côte d'Ivoire, et comporte de nombreuses références au folklore musulman du pays.